# Штефан Хел
Штефан Валтер Хел (рођен 23. децембра 1962) је румунско - немачки физичар и један од директора Института за биофизичку хемију Макс Планк у Гетингену, у Немачкој. Добио је Нобелову награду за хемију 2014. године „за развој супер резолуционе флуоресцентне микроскопије“, заједно са Ериком Бецигом и Вилијамом Мернером.

## Живот и каријера
Рођен у банатској швапској породици у Араду у Румунији, одрастао је у дому својих родитеља у оближњој Сантани.  Ту је похађао основну школу од 1969. до 1977. После тога, похађао је годину дана средњег образовања у гимназији Николаус Ленау у Темишвару пре него што је 1978. године отишао са родитељима у Западну Немачку Отац му је био инжењер, а мајка учитељица; породица се након емиграције настанила у Лудвигсхафену.
Хел је започео студије на Универзитету у Хајделбергу 1981. године, где је 1990. године докторирао из физике. Његов саветник за тезу био је физичар Зигфрид Хунклингер. Наслов тезе био је „Приказ транспарентних микроструктура у конфокалном микроскопу“. Кратко време је био независни проналазач који је радио на побољшању дубинске (аксијалне) резолуције у конфокалној микроскопији, која је касније постала позната као 4Pi микроскоп. Резолуција је могућност раздвајања два слична предмета у непосредној близини и стога је најважније својство микроскопа.
Од 1991. до 1993. Хел је радио у Европској лабораторији за молекуларну биологију у Хајделбергу, где је успео да демонстрира принципе 4Pi микроскопије. Од 1993. до 1996. радио је као вођа групе на Универзитету у Турку (Финска) на одсеку за медицинску физику где је развио принцип за стимулисано смањења емисије СТЕД микроскопије. Од 1993. до 1994. Хел је такође био шест месеци гостујући научник на Универзитету у Оксфорду (Енглеска). Хабилитацију из физике стекао је на Универзитету у Хајделбергу 1996. Дана 15. октобра 2002. Хел је постао директор Института за биофизичку хемију Макс Планк у Гетингену и основао је одељење за нанобиофотонику. Од 2003. године Хел је такође вођа „Одељења за оптичку наноскопију“ у Немачком центру за истраживање рака у Хајделбергу и „ван-буџетски професор“ на факултету за физику и астрономију Универзитета Хајделберг. Од 2004. године почасни је професор експерименталне физике на факултету за физику Универзитета у Гетингену.
Проналаском и каснијим развојем микроскопије са стимулисаним смањењем емисије и сродних метода микроскопије, успео је да покаже да се може значајно побољшати резолуциона снага флуоресцентног микроскопа, претходно ограничена на половину таласне дужине ангажоване светлости (> 200 нанометара). Резолуција микроскопа је његово најважније својство. Хел је први показао, и теоретски и експериментално, како се може раздвојити резолуција флуоресцентног микроскопа од дифракције и повећати до дела таласне дужине светлости. Још од дела Ернста Карла Абеа 1873. године, овај подвиг се није сматрао могућим. За ово достигнуће и његов значај за друге научне области, попут наука о животу и медицинских истраживања, добио је 23. немачку награду за иновације (Deutscher Zukunftspreis) 23. новембра 2006. Добио је Нобелову награду за хемију 2014. године, поставши други Нобеловац рођен у банатској швапској заједници (после Херте Милер, добитнице Нобелове награде за књижевност 2009. године).

## Награде
- Награда Међународне комисије за оптику, 2000
- Хелмхолц-награда за метрологију, ко-прималац, 2001
- Бертхолд Либингер награда за иновације, 2002
- Карл-Цајс награда, 2002
- Награда Карл-Хајнц-Бекурц, 2002
- Награда К. Бенц и  Г. Дајмлер, Берлин-Бранденбуршка академија, 2004
- Роберт Б. Вудворд стипендија, Универзитет Харвард, Кембриџ, МА, САД, 2006
- Награда немачког савезног председника за иновацију, 2006
- Награда Јулијус Спрингер за примењену физику, 2007
- Члан Akademie der Wissenschaften zu Göttingen, 2007
- Награда Готфрид Вилхелм Лајбниц, 2008
- Државна награда Доње Саксоније, 2008
- Номинација за европског проналазача године Европског завода за патенте, 2008[14]
- Метода године 2008. у Nature Methods
- Ото-Хан награда, 2009
- Награда Ернст-Хелмут-Витс, 2010
- Награда породице Хансен, 2011
- Европска научна награда Кербер, 2011 [15]
- Награда Лиза Мајтнер, 2010/11
- Мејенбуршка награда, 2011[16]
- Награда за науку Фриц Беренс фондације 2012
- Почасни доктор западног универзитета „Василе Голдис“ у Араду, 2012[17]
- Румунска академија, почасни члан, 2012[18]
- Златна медаља Пол Карер, Универзитет у Цириху, 2013
- Члан Леополдине, Немачке националне академије, 2013
- Карусова медаља Леополдине, 2013
- Кавлијева награда, 2014
- Нобелова награда за хемију, 2014
- Румунска краљевска породица: витез командант Реда круне, 2015[19] [20]
- Румунија: Велики крст Реда звезде Румуније, 2015[21]
- Медаља Глен Т. Сиборг, 2015[22]
- Медаља Вилхелм Екснер, 2016[23]
- Страни сарадник Националне академије наука, 2016[24]
- Почасни члан Краљевског микроскопског друштва за допринос микроскопији, 2017[25]
- Члан Норвешке академије наука и писмености[26]

## Публикације
- Balzarotti, F.; Eilers, Y.; Gwosch, K.; Gynnå, A. H.; Westphal, V.; Stefani, F. D.; Elf, J.; Hell, S. W. (2017). „Nanometer resolution imaging and tracking of fluorescent molecules with minimal photon fluxes”. Science. 355 (6325): 606—612. Bibcode:2017Sci...355..606B. PMID 28008086. arXiv:1611.03401 . doi:10.1126/science.aak9913.
- Butkevich, A.; Mitronova, G.; Sidenstein, S.; Klocke, J.; Kamin, D.; Meineke, D. N. H.; D'Este, E.; Kraemer, P. T.; Danzl, J. G.;  . (2016). „Fluorescent rhodamines and fluorogenic carbopyronines for super-resolution STED microscopy in living cells”. Angewandte Chemie International Edition. 55 (10): 3290—3294. PMC 4770443 . PMID 26844929. doi:10.1002/anie.201511018.